# Michael Brügger (Kraftsportler)
Michael Brügger (* 27. November 1961 in Krefeld; † 29. Juni 2009) war ein deutscher Bodybuilder und Kraftsportler.

## Leben
Brügger trat vor allem im Kraftdreikampf an und war international erfolgreich. Er war 1989 Mitbegründer des KSV Krefeld und wurde bereits 1984 in Australien Weltmeister der Junioren in der Gewichtsklasse bis 110 kg. Mit diesem Sieg legte Brügger den Grundstein für seine spätere Karriere. Bereits 1990 konnte er sich den Weltmeistertitel in der Klasse bis 125 kg sichern. Nach diesem Titelgewinn nahm Brügger zwar noch an diversen Meisterschaften teil, gewann aber keinen Weltmeistertitel mehr. Neben dem KSV Krefeld trat Brügger auch für den AC Soest an.
Michael Brügger war der erste Deutsche, der im Kraftdreikampf die 1000-Kilogramm-Marke überschritten hatte. Unter Bodybuildern war er jedoch durch die Verwendung von Synthol umstritten.
Brügger war in Düren in einem Fitness-Studio beschäftigt und betreute daneben die Bodybuilderin Daniela Brügger, mit der er auch verheiratet war. Seit 2005 trainierte Michael Brügger wieder in Krefeld, im Sportstudio Gartenstadt. Bis zu seinem Tode betreute Brügger auch die Junioren des KSV Krefeld.